# تماثيل كاميها ميها

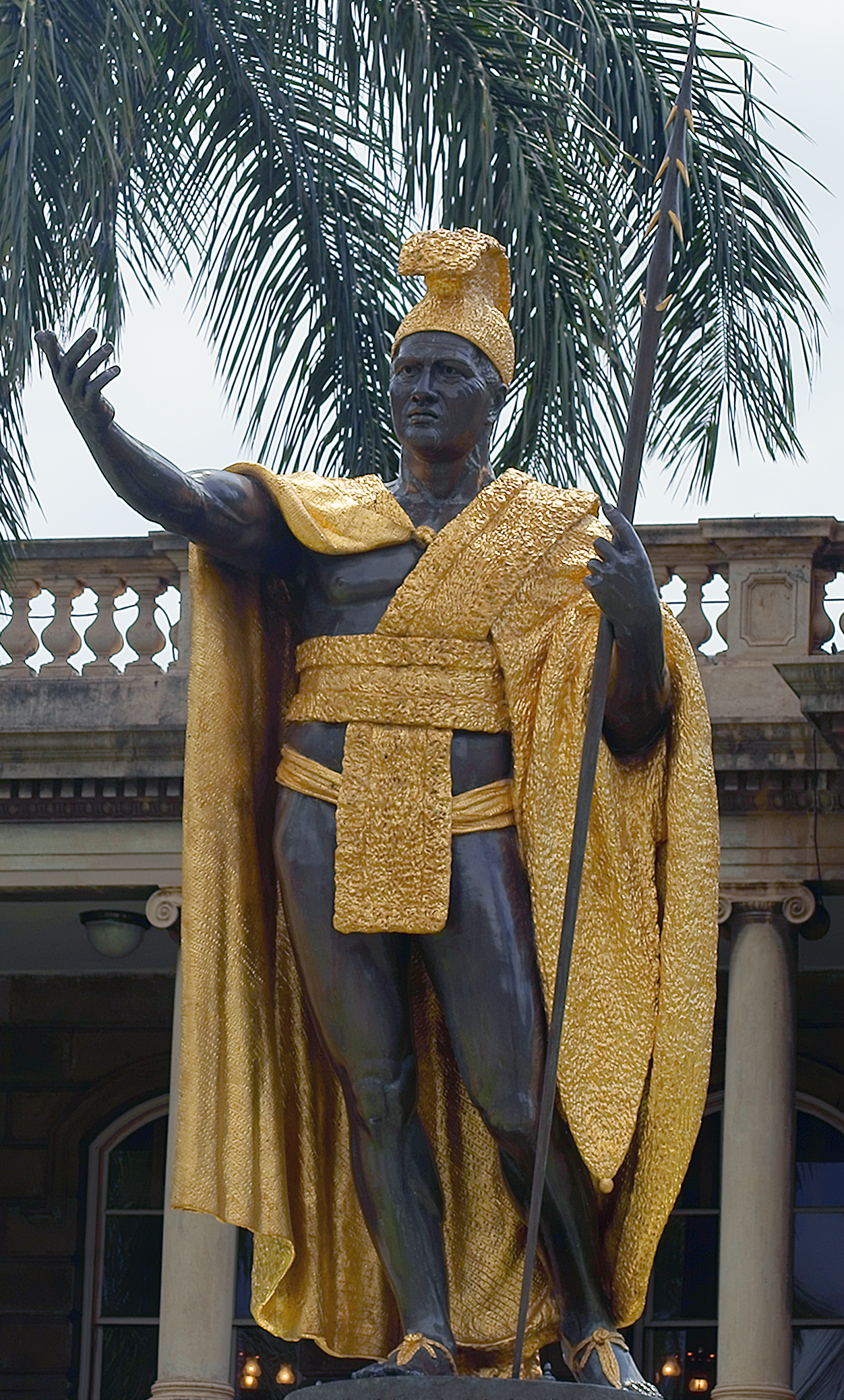
تمثال كاميهاميها أمام هيل أيولاني

تماثيل كاميها ميها، هي مجموعة من التماثيل في هاواي صنعت تخليدا لذكرى الملك كاميهاميها مؤسس مملكة هاواي.
يقع التمثال الظاهر في الصورة في هونولولو ، هاواي. يعود تاريخ هذا التمثال إلى عام 1878 عندما أراد والتر إم جيبسون (عضو حكومة هاواي في ذلك الوقت)، إحياء ذكرى مرور 100 عام على وصول المستكشف جيمس كوك إلى جزر هاواي. خصص المجلس التشريعي 10000 دولار للمشروع وعين جيبسون كمدير المشروع، والذي كان قد شارك فيه في البداية سكان هاواي الأصليين لكنهم سرعان ما توقفوا عن المشروع وأدار جيبسون المشروع بنفسه. اتصل جيبسون بتوماس آر غولد وهو نحات من بوسطن يعيش في فلورنسا بإيطاليا وطلب منه صناعة التمثال.

## الخواص
لكي يتمكن غولد من صناعة تمثال مناسب تم إرسال صور البولينيزيين إليه، لكن غولد يبدو أنه تجاهل هذه الصور. صمم التمثال وكان له أنف روماني والكثير من الصفات الأوروبية. ربما كان هذا على الأرجح بسبب أن غولد كان يعيش في إيطاليا ويدرس النحت الروماني. طريقة وقوف التمثال وإشارة اليد والحربة والرأس هي أيضًا من الاعتمادات الرومانية. الحزام أو الوشاح على خصر التمثال هو تجسيد رمزي لوشاح ليلوا المقدس. في عام 1880، تم إرسال نموذج التمثال الأولي إلى باريس، فرنسا، ليتم صبه في قوالب من البرونز.
خلال هذا الوقت، أصبح كالاكوا ملكًا على هاواي وكان يقوم بإكمال بناء قصر إيولاني الذي كان تكريمًا من كالاكوا للملك كاميهاميها الأول ومن أجل أن يكون هذا القصر هو المكان الذي سيوضع فيه التمثال. حلت الذكرى المئوية لتأسيس مملكة هاواي وتأخر التمثال في الوصول. في عام 1883، وُضع التمثال على متن سفينة توجهت إلى هاواي. وبالقرب من جزر فوكلاند تحطمت السفينة ويعتقد أن التمثال قد غرق وضاع. ومع ذلك، فقد تمكن سكان هاواي من جمع مبلغ 12,000 دولار وأُجريت عملية صب ثانية في القوالب بسرعة.

## معرض

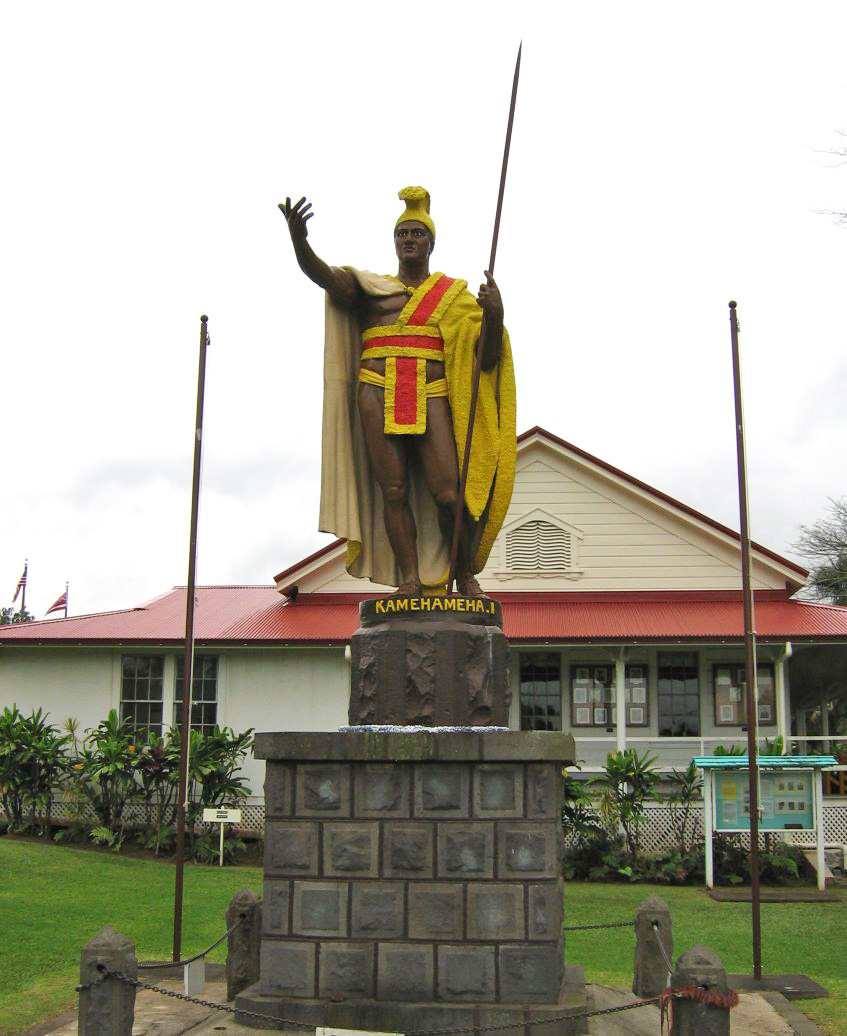
تمثال كاميهاميها كوهالا
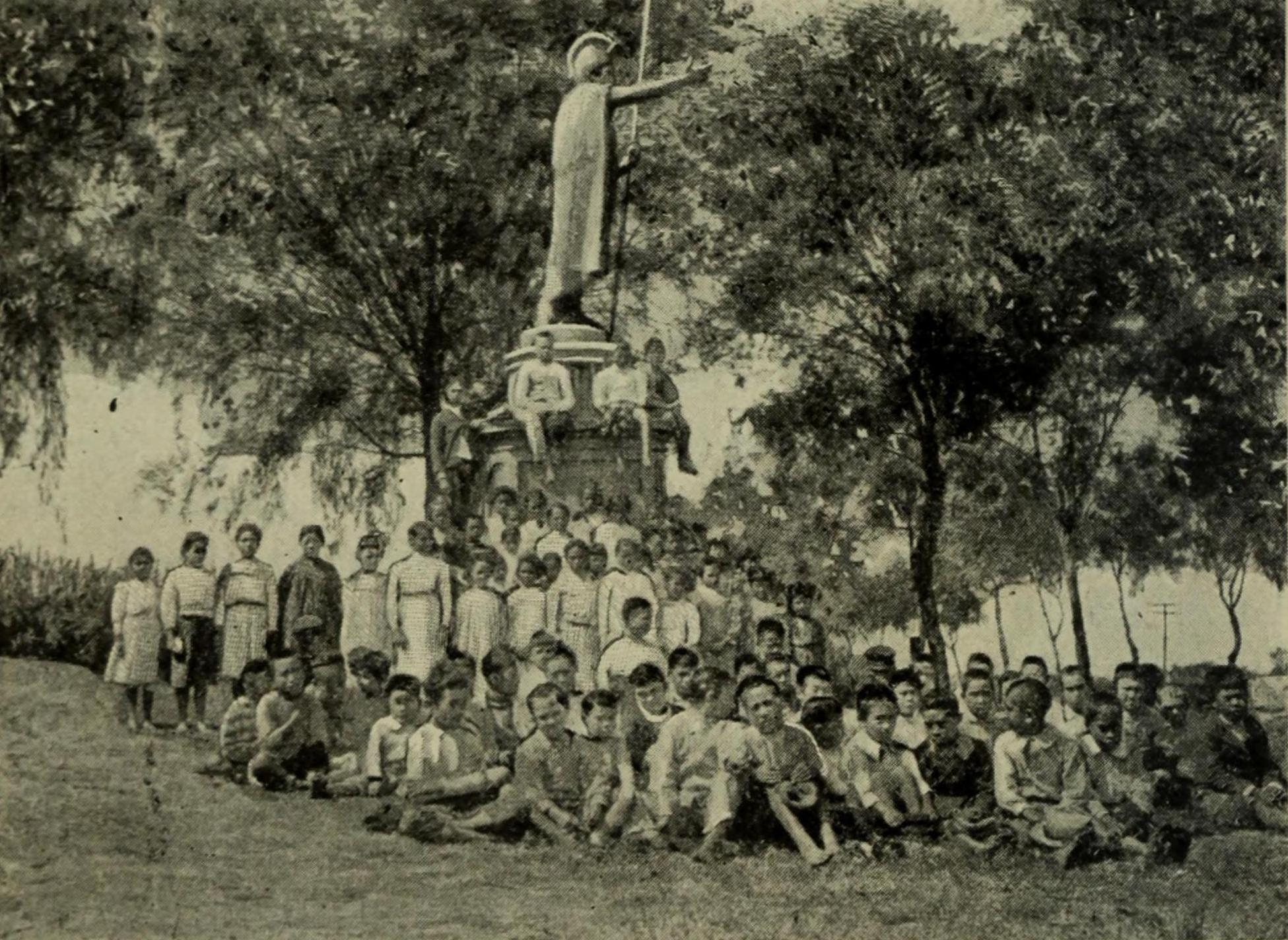
تمثال كاميهاميها كاباو 1908
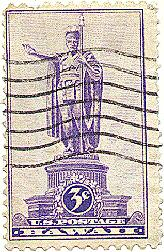
طابع يحمل صورة الملك
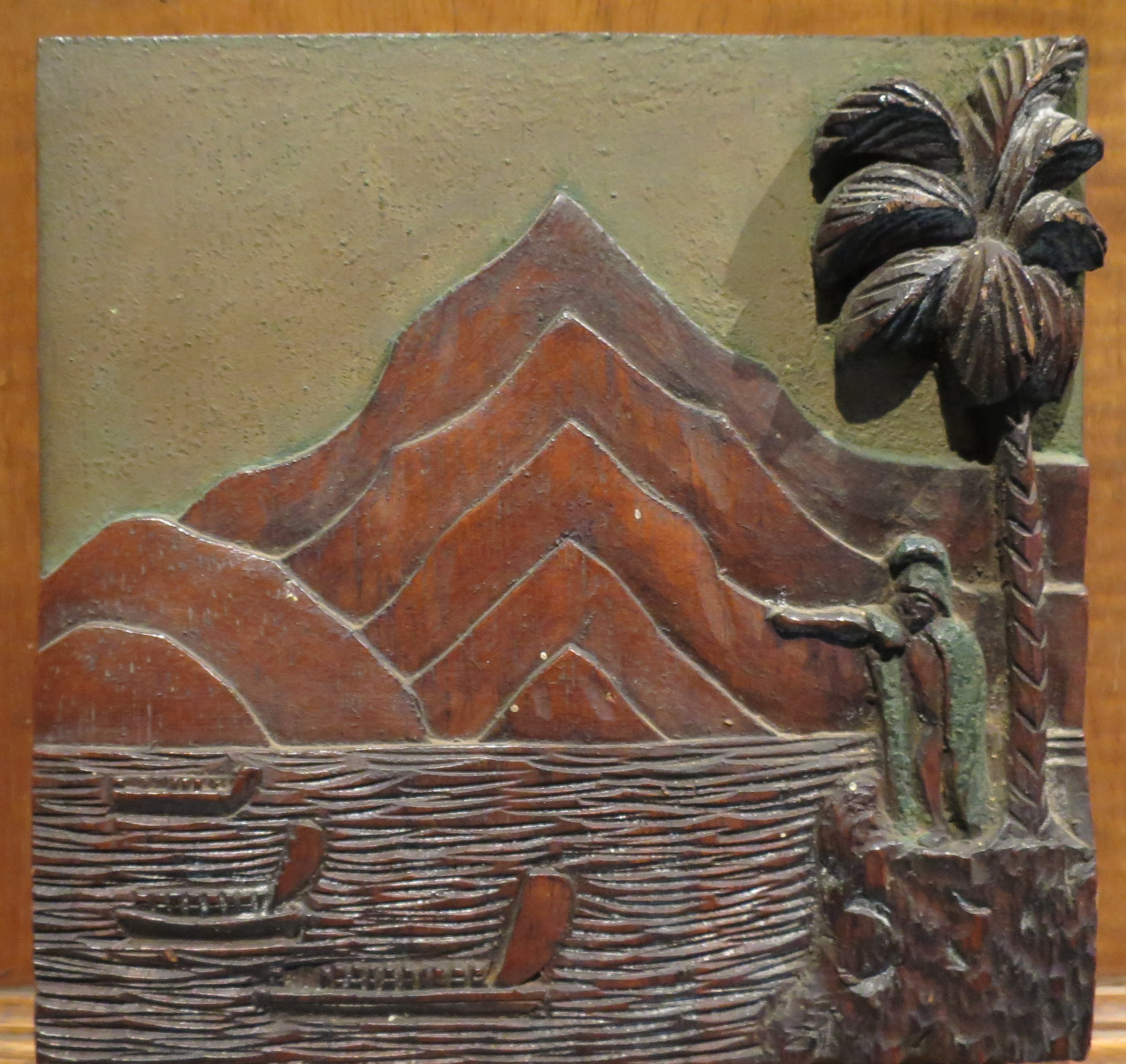
لوحة خشبية منحوتة على قاعدة نسخة طبق الأصل من فرانز أوتريمبا للتمثال
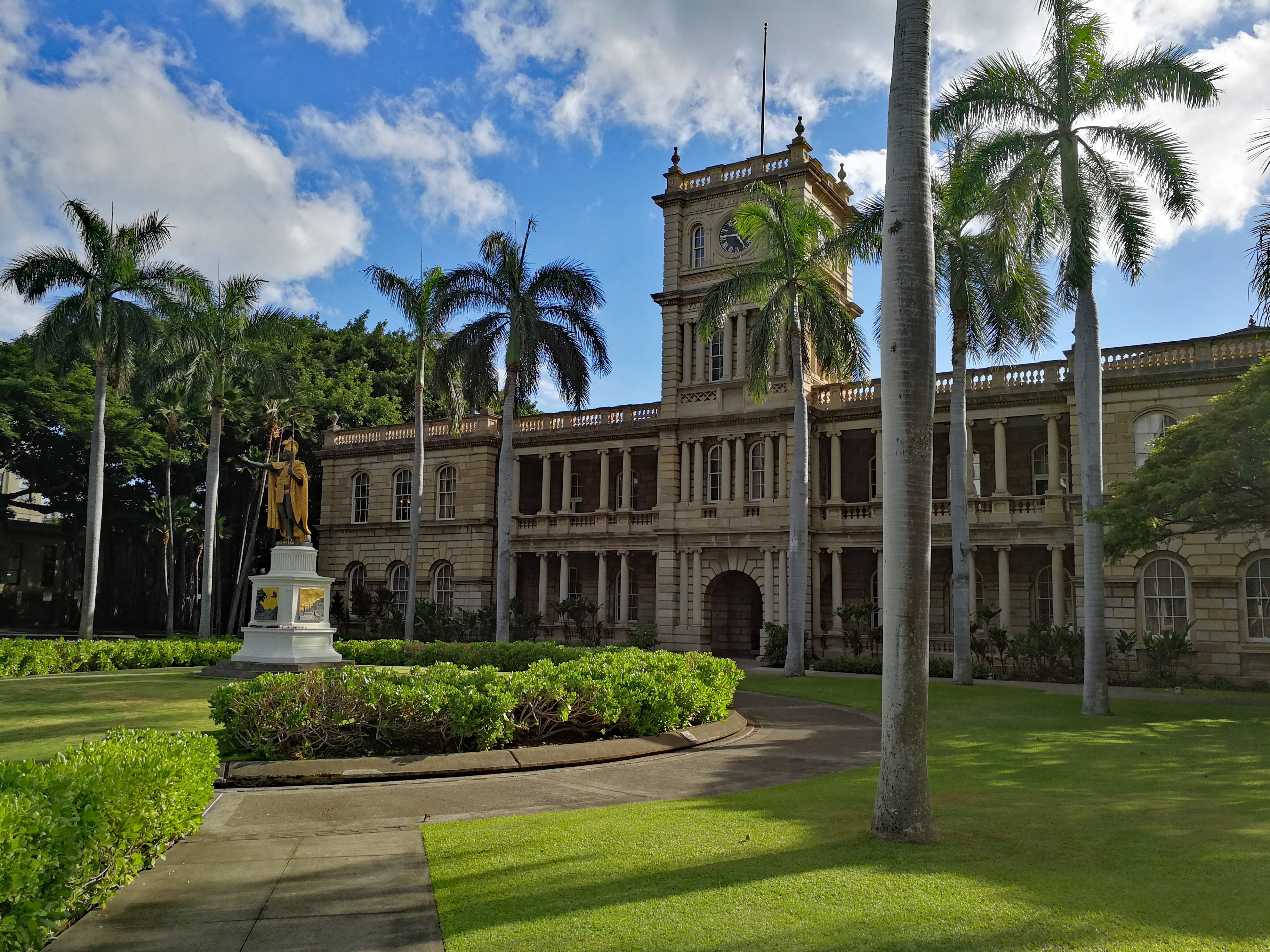
منطقة هاي هونولولو التاريخية